# Рыково (Херсонская область)
Рыково (укр. Рикове, до 2016 г. — Партизаны) — посёлок в Генической городской общине Генического района Херсонской области Украины.
С 1960 года и до 2016 года посёлок носил название Партизаны.

## Географическое положение
Посёлок Рыково расположен по обе стороны железной дороги Мелитополь—Джанкой. В центре посёлка находится железнодорожная станция Партизаны, на юго-западной окраине посёлка — переезд через железнодорожные пути.
В 3 км к юго-востоку от посёлка проходит магистраль М-18 Харьков—Симферополь.
Из Рыково идут дороги в окрестные сёла — Азовское, Догмаровку, Ровное, Петровку.

## Топографические карты
- Лист карты L-36-70 Геническ. Масштаб: 1 : 100 000. Состояние местности на 1987 год. Издание 1991 г.

## История
Участок железной дороги Мелитополь—Симферополь вступил в эксплуатацию 14 октября 1874 года.
В том же 1874 году была основана и станция Рыково, положив начало нынешнему посёлку.
В январе 1918 года в посёлке впервые установлена Советская власть. Следующие 2 года в регионе шла Гражданская война, и власть продолжала меняться постоянно. Только в 1920 году посёлок был окончательно занят Красной Армией.
31 октября 1943 года посёлок освобождён от германской оккупации. 792 жителя посёлка сражались на фронте, 514 из них погибли. В посёлке установлены памятники в честь погибших воинов-односельчан и в честь советских воинов, погибших при освобождении посёлка.
В 1960 году Рыково было переименовано в Партизаны и получило статус посёлок городского типа.
К 1980 году в Партизанах работали отделение сельхозтехники и районное объединение сельхозхимии, элеватор, ремонтный завод, межрайбаза, нефтебаза, виноцех, заготовительная контора, комбикормовый завод, хлебозавод, тяговая подстанция, дорожно-строительный участок № 47. В посёлке размещалась центральная усадьба колхоза «Коммунист». Работали средняя школа, консультационный пункт районной заочной средней школы, библиотека, клуб на 220 мест, парк культуры, участковая амбулатория, аптека, двое яслей-садов на 200 мест, 12 магазинов, ресторан, быткомбинат, отделение связи, АТС на 200 номеров, сберкасса.
В 2016 году, в рамках декоммунизации на Украине, посёлку было возвращено его историческое название «Рыково».

## Экономика
В посёлке работают элеватор, межрайбаза, ряд малых предприятий и сельскохозяйственных фирм.

## Объекты социальной сферы
- Школа. В 2013 году в школе 389 учеников и 20 классов (при нормативной наполняемости 847 учеников и наличии 54 учебных помещений). В школе работают 62 сотрудника, в том числе 30 педагогов. Язык преподавания украинский. Профили школы — технический, украинской филологии, биолого-химический, правовой.[10].
- Детский сад № 7 «Росинка»[11]
- Клуб
- Церковь
- Мечеть

## Достопримечательности
- Обелиск памяти жителям Партизанского поселкового совета, погибшим в Великую Отечественную войну[12]
- Памятник-пушка погибшим бойцам бронепоезда «Пермский рабочий»
- Памятник Ленину (был снесён 15 октября 2015 года)[13].

## Известные жители
- Е. Т. Бутенко, Д. Н. Касьяненко, Е. И. Стеченко — звеньевые полеводческих бригад, кавалеры ордена Ленина
- И. Ф. Гладков — тракторист, кавалер ордена Ленина
- Б. В. Шарлай, Л. И. Данишевский — трактористы, кавалеры ордена Трудового Красного Знамени
- Н. П. Тимашов — бригадир полеводческой бригады, кавалер ордена Трудового Красного Знамени
- Г. Н. Шарлай — доктор исторических наук
- Ю. А. Бабеуко — доктор медицинских наук[6]
- С. С. Москаленко — заслуженный строитель Каракалпакской ССР, кавалер ордена Знак Почёта